# 鳞毛肿足蕨
鳞毛肿足蕨（学名：Hypodematium squamuloso-pilosum）为肿足蕨科肿足蕨属下的一个种。

## 扩展阅读
維基物種上的相關：鳞毛肿足蕨